# Lemnalia scasa
Lemnalia scasa is een zachte koraalsoort uit de familie Nephtheidae. De koraalsoort komt uit het geslacht Lemnalia. Lemnalia scasa werd in 1933 voor het eerst wetenschappelijk beschreven door Roxas. 